# Университет Сункюнкван (станция метро)
«Университет Сункюнкван» (кор. 성균관대역) — наземная станция Сеульского метро на Первой (Линия Кёнбусон). Станция была открыта на уже действующем участке 1-й очереди Первой линии. На станции установлены платформенные раздвижные двери.
Поблизости расположен Университет Сункюнкван.
Она представлена двумя островными платформами. Станция обслуживается Корейской национальной железнодорожной корпорацией (Korail). Расположена в квартале Юлчон-дон района Чанъангу города Сувон (провинция Кёнгидо, Республика Корея).
На Первой линии поезда Кёнбусон зелёный экспресс (SC: Gyeongbu green express) обслуживает частично (только утром, вечером нет); Кёнбусон красный экспресс (GB: Gyeongbu red express. A Йонсан—Чонан и С Йондынпхо—Пёнчом), Кёнвон экспресс (GWː Gyeongwon) и Кёнкин экспресс (GI: Gyeongin) не обслуживают станцию.
Пассажиропоток — на 1 линии 16 041 чел/день (на 2013 год),.